# Гроза (фильм, 2019)
«Гроза́» — российский драматический фильм 2019 года, снятый режиссёром Григорием Константинопольским по мотивам одноимённой пьесы Александра Островского. Действие картины перенесено в наши дни, но при этом сюжет остался прежним. В главной роли — Любовь Аксёнова.
Мировая премьера фильма состоялась 15 июня 2019 года в рамках основной конкурсной программы 30-го кинофестиваля «Кинотавр». 23 июня 2019 года картина стала фильмом закрытия 1-го фестиваля экранизаций «Читка» в Москве. 1 ноября 2019 года фильм был показан в рамках 8-го кинофестиваля «Дни российского кино» в Тель-Авиве. 1 декабря 2019 года картина стала фильмом открытия на Международном фестивале-практикуме киношкол «Кинопроба» в Екатеринбурге.
В сентябре 2019 года картина получила премию 2-го кинофестиваля российского кино в Италии — Premio Felix в номинации «Лучший фильм».
Всероссийская премьера фильма планировалась на видеосервисе Premier в 2019 году, но была перенесена на 21 мая 2020 года.

## Сюжет
В небольшом провинциальном городе Калинове в наши дни замужняя девушка Катерина работает официанткой в ресторане своей свекрови Кабанихи. Слабовольный муж Тихон хоть и любит Катерину, но не решается перечить матери и всегда принимает её сторону. Внезапно для себя Катерина влюбляется в Бориса, племянника мэра города, и неожиданно обнаруживает, что чувства взаимны.

## В ролях
| Актёр                 | Роль                                                                                        |
| --------------------- | ------------------------------------------------------------------------------------------- |
| Любовь Аксёнова       | Катерина жена Тихона, официантка в ресторане                                                |
| Виктория Толстоганова | Марфа Игнатьевна Кабанова («Кабаниха») мать Тихона и Варвары, владелица ресторана           |
| Иван Макаревич        | Кулигин                                                                                     |
| Мария Шалаева         | Феклуша                                                                                     |
| Алиса Хазанова        | Александра Пафнутьевна Барыня                                                               |
| Алексей Макаров       | Савёл Прокофьевич Дикой мэр города Калинова                                                 |
| Сергей Городничий     | Борис Григорьевич племянник Дикого                                                          |
| Александр Кузнецов    | Ваня Кудряш водитель Дикого                                                                 |
| Василий Буткевич      | Тихон (Тиша) Иванович Кабанов сын Марфы и Ивана, муж Катерины, начальник охраны в ресторане |
| Дарья Каширина        | Варвара сестра Тихона, официантка в ресторане                                               |
| Никита Еленев         | Шапкин приятель Кулигина и Кудряша                                                          |
| Стася Венкова         | Глаша служанка                                                                              |
| Михаил Ефремов        | Иван Кабанов отец Тихона и Варвары                                                          |

## Производство
Режиссёр Григорий Константинопольский вынашивал идею съёмок фильма 10 лет. Сценарий картины был написан Константинопольским менее чем за месяц.
Фильм снимался по заказу телеканала «ТВ-3».
Съёмки фильма проходили в течение 12 дней октября 2018 года в Ярославле, где режиссёр картины когда-то учился в театральном институте. Пейзажи фильма снимали на фоне реки Волги в Нижнем Новгороде.
Оператор Анатолий Симченко снимал фильм на камеру ARRI ALEXA Mini с объективом Cooke Anamorphic.
Фильм стал третьей по счёту главной ролью для актёра Ивана Макаревича (предыдущими двумя были «Пьяная фирма» и «Русский Бес») в картинах режиссёра Григория Константинопольского. Макаревич специально для фильма написал и исполнил три песни.
Актриса Виктория Толстоганова, сыгравшая Кабаниху, призналась, что, читая сценарий фильма, представляла себя в роли Катерины.
Для актрисы Дарьи Кашириной роль Варвары стала дебютом в полнометражном кино.
Помимо съёмок фильма, режиссёр Григорий Константинопольский планировал поставить пьесу «Гроза» Александра Островского в Московском драматическом театре «Модерн».

## Мнения о фильме
Сериал получил неоднозначные оценки критиков и журналистов.
- Павел Соломатин, InterMedia:

Оригинальная пьеса Островского оказалась актуальна на экране, как никогда – мы видим, что вновь бесчестные люди учат нас морали и нравственности, страх и жестокость в обществе превыше любви, а среди сильных мира сего много самодуров. При этом, пожалуй, Константинопольский не был бы самим собой, если бы не переработал исходный материал весьма остроумно, добавив сатиры от себя.
- Денис Корсаков, «Комсомольская правда»:

[Фильм] выглядит прежде всего разнузданно-весёлым глумлением над простенькой беззащитной пьесой (и все разрыдались от сочувствия к Островскому). Такие постмодернистские колхозные капустники были популярны в 90-е годы, которые у Константинопольского навсегда остались в крови. Если серьёзно, главная претензия к „Грозе“ — мало, мало, мало, мало, мало огня; «Русский бес» показал, что юродствовать Константинопольский может и с более впечатляющими результатами.
- Ольга Полетыко, «Сибирское Агентство Новостей»:

„Гроза“ — пародийный фарс, яркий постмодерн, где есть всё, как в самом народном российском салате «Оливье»: здесь Иван Макаревич в роли Кулигина читает рэп и устраивает одиночные пикеты, здесь экстрасенсы — главные советники власти, здесь в ресторанах фоном играет вечный «Кабриолет» Успенской, здесь российский триколор — неотъемлемая часть всего, здесь искусство стоит на паперти.
- Антон Долин, Meduza:

В этом шутовском клипмейкерском перепеве классики центральная тема пьесы Островского осталась незыблемой. Красота и любовь в России по-прежнему гарантированный путь к социальному осуждению, остракизму, наказанию.
- Илона Егиазарова, «Вокруг ТВ»:

Эротические сцены показаны на ультрасовременном языке: во время интима на свежем воздухе из водоёмов вдруг выпрыгивают несколько дельфинов и... начинают петь.
- Константин Каюков, «Интересант»:

Вполне возможно, что и с другими актёрами эта лента не состоялась бы, но осадочек, как говорится, всё равно остаётся. Особенно в случае с потомком Андрея Макаревича, у которого уже 21 актёрская работа, в том числе и в главных ролях, — но только ни одной внятной.
- Ирина Овчинникова, РИА Новости:

Сама лента одним показалась самоцитированием в условиях меньшего бюджета (камео режиссёра, просящего милостыню, получилось ироничным, а танцующие инопланетяне — очень забавными), другим — оригинальным прочтением истории о том, почему „люди не летают, как птицы“.
- Лариса Малюкова, «Новая газета»:

В пародийной вариации на „Грозу“ Островского Григория Константинопольского — история не про запретную связь — про возможность свободы.
- Екатерина Барабаш, RFI:

Осовремененная „Гроза“ оказалась неплохим шаржем нашей сегодняшней России с узнаваемыми персонажами. Кабаниха — типичная Ирина Яровая, Барыня (Алиса Хазанова) — ни дать ни взять Елена Мизулина, странница Феклуша (Мария Шалаева) — циничная группа поддержки из «интеллигенции». Даже есть свой оппозиционер, от лица которого практически ведётся рассказ, — Кулигин. В фильме он неугомонный рэппер-пикетчик, сочиняющий актуальные рэп-частушки и не вылезающий из автозаков. Конечно, конфликт, построенный на стыде Катерины (Любовь Аксёнова) за измену, никак не ложится в современный контекст, особенно если учесть, с каким умелым пылом Катерина занимается сексом с Борисом на берегу Волги.
- Сергей Шолохов, «Аргументы недели»:

„Гроза“ у Константинопольского, перенесённая в наше время, получилась на 100 %. Очень смачно. И микс текста Островского с современным сленгом („Браслет на ногу“, „под домашний арест“ и т.д.) был очень кстати. А картинка просто одно загляденье.
- Вера Алёнушкина, «Культуромания»:

„Модернизация“, правда, оказалась довольно специфической: к классическому тексту добавились словечки типа „братан“ и „*рахнуть“, Кулигина заставили читать рэп (кстати, отличный рэп в исполнении не менее отличного Ивана Макаревича), а над тихим волжским городком зависла летающая тарелка с танцующими инопланетянами. Пьеса, написанная в 1859-м году, такой трактовке сопротивляется: сегодня люди и говорят, и думают по-другому — и пародия на слэнг это только подчёркивает, а не сглаживает. К тому же боязнь грозы как божьей кары и необходимость жить с ненавистным мужем, терпя издевательство свекрови, а иначе черти уволокут твою душу в ад — всё это в эпоху Тиндера и MeToo смотрится как-то ну очень странно.
- Мария Безрук, «Татьянин день»:

Отчаянно смелая экранизация пьесы Александра Островского.
- Ольга Одишарова, The Village:

Блестящая команда продюсеров, актёров и режиссёр Григорий Константинопольский основательно перетряхивают русскую классику. Бытовая семейная драма в купеческом доме Кабановых, описанная драматургом 160 лет назад, неожиданно оказывается остро современной в России XXI века. Мир Дикого, Кабанихи и их приспешников остался несокрушимым. Дерзкий, гротесковый социально-политический стёб. Острота конфликта семейного осложняется поединком архаического мировоззрения (деспотизм, самодурство, ханжество в обществе) и духа свободы, трагически обречённого на гибель в царстве мракобесия, покорности и страха.
- Светлана Хохрякова, «Московский комсомолец»:

Герои узнаваемые, переписываются в соцсетях, где можно увидеть такую фразу: „Чтоб ты сдохла, Катюша“. Написанная 160 лет назад пьеса хорошо ложится на современную почву. А каждый русский человек до сих пор задаётся вопросом: „Почему люди не летают, как птицы?“.
- Алёна Солнцева, «Газета.Ru»:

Знакомые со школьной скамьи персонажи предстали в совершенно современных обстоятельствах. Дикой оказался мэром небольшого волжского городка, Кудряш — его шофёром, Кабаниха — местной активисткой и предпринимательницей, Феклуша — столичной медиа-персоной, ведущей телешоу, а сумасшедшая Барыня — депутатом местного городского собрания.
Любовь Катерины в этом тёмном царстве не слишком революционна, даже её неловкий секс с Борисом на тёмной, озаряемой лишь фейерверками набережной, не вызвал нареканий у публики. Зато вполне убедительной показалась интернет-травля кощунницы, после которой последовало тихое растворение жертвы в водах великой русской реки. Но самым сильным в фильме стал лучезарный образ Кабанихи, которую сыграла та же Виктория Толстоганова (действительно одна из лучших актрис фестиваля) — её леденящая улыбка, монотонные речи, ловкие передёргивания и лицемерные упрёки кого хочешь сживут со света.
- Виктор Матизен, «Литературная газета»:

В „Грозе“ Григория Константинопольского, который перенёс классическую пьесу Островского в наши дни, частично переложив её рэпом и добавив прозрачных, как медузы, инопланетян, другая стервозная мамаша в исполнении той же Толстогановой держит в узде взрослого сына и гнобит невестку.
- Дима Михайлов, «Бублик»:

Сама по себе идея фильма была хороша, однако мне кажется, интегрировать пьесу „Гроза“ в современное общество было излишним. Это выглядит непривычно, глупо и в целом смотреть очень тяжело.
- Алексей Еньшин, Weburg:

Несмотря на фирменную эксцентрику, рэпчик и будоражащие пересечения с сегодняшним днём (в фильме проходит избирательная кампания на пост мэра Калинова), царство осталось тёмным, а луча света и вовсе не предвидится.
- Василий Степанов, «Коммерсантъ Weekend»:

Режиссёр смотрит на нас глазами инопланетян, которые слетаются в фильме на речитативы Кулигина, пронзая тёмное земное царство тем самым лучом света, о котором писал Добролюбов. В этом надмирном взгляде, который ни за кем из героев не признаёт правды, нет, наверное, ничего плохого — по-своему это даже мудрая позиция. И всё же жаль, что Григорий Константинопольский предпочитает стоять на паперти, осеняя себя крестным знаменьем (есть в фильме и такая смешная сцена), пока герои проходят мимо него со словами: „Понимаю, что это всё наше русское, родное, а всё не привыкну никак“.— „Да и не привыкнешь“.
- Марина Александрова, Regnum:

Фильм Константинопольского словно бы снят начитавшимся жёлтой прессы пополам с классикой и одуревшим от прочитанного инопланетянином, не понимающим, куда и зачем его занесло. От просмотра подобной кинопродукции у зрителя, вероятно, должно возникнуть такое же мировосприятие.
- Валерий Кичин, «Российская газета»:

Самый оригинальный фильм года. Он оригинален уже тем, что в нём нет стремления оригинальничать — теоретически невозможное он реализовал так естественно, свободно и с такой же необходимостью, как мы дышим. Он приложил наш двадцать первый век к пьесе девятнадцатого века — и выяснилось, что, в сущности, ничего не изменилось. При всех наших смартфонах, айпадах и искандерах, которые нельзя смешить, всё уложилось без зазоров: те же нравы, навыки и предрассудки, то же мертвящее ханжество и та же всеохватная ложь.
- Мария Лащева, «Огонёк»:

Константинопольский на том же материале показывает противоположное, словно подтверждая закольцованность времени, взаимообращение прошлого и настоящего. Гибель Катерины — это конец, поражение, фиаско. На этой земле делать больше нечего; всходы, которых так долго ждали, не взойдут никогда.
- Людмила Семёнова, Росбалт:

„Гроза“ 2019 года — это просто дикая мешанина из нелепых визуальных эффектов, архаичных диалогов и актёрских ужимок. Закрадывается подозрение, что создатели картины просто решили устроить театр абсурда ради собственного веселья. А некоторые зрители, боясь показаться отсталыми и «недалёкими», теперь старательно рассуждают об этом шутливом проекте как о глубоком и смелом артхаусе.